# Jolanda Markéta Savojská
Jolanda Markéta Savojská (Jolanda Markéta Milena Alžběta Romana Marie; 1. června 1901, Řím – 16. října 1986, Řím) byla nejstarší dcerou italského krále Viktora Emanuela III. a hraběnkou z Bergola.

## Život
Princezna Jolanda se narodila 1. června 1901 v Římě jako nejstarší dcera italského krále Viktora Emanuela III. a jeho manželky Eleny Černohorské. Jako mladá žena byla princezna velkou sportovkyní, zajímala se především o plavání a jezdectví.
Během Velké války noviny vydaly zprávu o jejím zasnoubení s princem z Walesu, budoucím králem Eduardem VIII., který sloužil v roce 1918 v Itálii. Tyto zvěsti neměly žádný základ, ale byly vzkříšeny v roce 1919, když se Jolanda připojila k matce, sestře Mafaldě a vévodkyni z Aosty při cestě do Paříže, kde se ve stejnou dobu nacházel náhodou i princ.
Po sňatku Jolanda žila ve městě Pinerolo jihozápadně od Turína.
V roce 1946 Jolanda se svou rodinou dobrovolně odešla se svým otcem do exilu v egyptské Alexandrii. Po otcově smrti se Jolanda s rodinou vrátila do Itálie, kde žila v Castelporzianu.
Jolanda zemřela 16. října 1986 ve věku 85 v římské nemocnici. Pohřbena byla v Turíně.

## Manželství a potomci
9. dubna 1923 se jednadvacetiletá princezna v Kvirinálském paláci v Římě provdala za o čtrnáct let staršího Giorgia Calvi di Bergolo. Měla s ním pět dětí:
- Marie Ludovika Calvi di Bergolo (24. ledna 1924 – 19. července 2017)
- Giorgio Calvi di Bergolo (1. května 1925 – 7. května 1925)
- Viktorie Calvi di Bergolo (27. června 1927 – březen 1986)
- Guja-Anna Calvi di Bergolo (8. března 1930)
- Petr František Calvi di Bergolo (22. prosince 1933 – 18. června 2012)